# Dunaharaszti
Dunaharaszti är en stad i Ungern.